# Ingersberg
Ingersberg is een plaats in de Duitse gemeente Hellenthal, deelstaat Noordrijn-Westfalen, en telt 40 inwoners (2006).